# 菊池市立泗水小学校
菊池市立泗水小学校（きくちしりつ しすいしょうがっこう）は、熊本県菊池市泗水町豊水にある小学校。

## 沿革
- 1874年（明治7年）10月3日 - 村吉小学校創立。富村（村吉・富・出水）泗水西部校、西村に新舎新設
- 1888年（明治21年）5月 - 豊水・福本・吉富の三小学校を合併し、尋常豊水小学校を創設。
- 1896年（明治29年）10月 - 豊水尋常小学校と改称
- 1907年（明治40年）4月9日 - 豊水尋常高等小学校と改称
- 1908年（明治41年）4月1日 - 豊水尋常小学校と改称
- 1928年（昭和3年）3月1日 - 泗水西部尋常小学校と改称
- 1928年（昭和3年）4月1日 - 泗水西部尋常高等小学校と改称
- 1941年（昭和16年）4月 - 泗水西部国民学校と改称
- 1947年（昭和22年）4月 - 泗水村立泗水西部小学校と改称
- 1955年（昭和30年）4月1日 - 泗水村立泗水小学校と改称
- 1961年（昭和36年）4月1日 - 泗水町立泗水小学校と改称
- 2005年（平成17年）3月22日 - 菊池市立泗水小学校と改称

## 委員会活動
- ミュージック委員会
- ボランティア委員会
- ハートフル人権委員会
- 放送委員会
- 緑化委員会
- 図書委員会
- 環境クリーン委員会
- 保健委員会
- 体育委員会
- 給食委員会
- 児童会 - 生徒会と同じ。

## クラブ活動
- 運動部
- 文化部

## 学校周辺
- 合志川
- 国道387号
- 熊本県道138号辛川鹿本線